# Kloster Bubenkirche
Kloster Bubenkirche ist ein untergegangenes Kloster der heutigen Stadt Bad Berleburg im Kreis Siegen-Wittgenstein in Nordrhein-Westfalen.

## Lage
Das Kloster lag nordöstlich von Wunderthausen am gleichnamigen Bach. Die Siedlungsstelle existiert noch unter dem Flurnamen „Im Nonnenwinkel“ weiter.

## Geschichte
Eine erstmalige urkundliche Erwähnung existiert nicht. Die heutige Flurbezeichnung lässt auf ein Nonnenkloster schließen. 1394 versetzt Gerlach von Diedenshausen das „waltgelt zu Bubinkirchen“ an die Herren von Viermünden. 1560 wird es im „Wunderthäuser Streit“ als „wüst Kloster“ letztmals erwähnt.
Nach den vorhandenen Bauresten hat es sich um ein eher kleines Kloster gehandelt. Der Grundriss des Hauptgebäudes weist lediglich eine Fläche von ungefähr 25 mal 20 Metern auf.